# Franco Pellizotti
Franco Pellizotti (Latisana, 15 de enero de 1978) es un exciclista italiano y dirigente deportivo. Es apodado «il Delfino di Bibione» por ser de dicha localidad, su lugar de residencia y entrenamiento habitual. Fue profesional entre 2001 y 2018, año en el que se retiró.
Destacaba por ser un buen escalador, así como pasar bien la media montaña, lo que le hace apto para brillar en Grandes Vueltas, sin llegar a ser una gran figura, y para estar delante en clásicas o carreras de una semana.

## Biografía

### Primeros años en Alessio
Debutó en profesionales en el año 2001, enrolado en la escuadra italiana Alessio, donde ya consiguió buenos resultados, siendo 20º en la Vuelta a España, y décimo en la Vuelta a Alemania.
Su siguiente temporada fue la de su consagración, logrando buenas victorias, en la Tirreno-Adriático, en la Vuelta al País Vasco, y en el Tour de Polonia, siendo además, 16º en el Giro de Italia.
El año siguiente, 2003, se estancó, pues no logró ninguna victoria; por el contrario, alcanzó un meritorio 9º puesto en el Giro de Italia.
En 2004, tan sólo logró una victoria, en el GP Chiasso.

### Liquigas, ascenso y caída

#### Progresión hacia la élite
En 2005, se fue a la escuadra italiana Liquigas, logrando una victoria parcial y la general final de la Semana Internacional de Ciclismo, y logrando puestos de honor: Fue sexto en la París-Niza y noveno en la Milán-San Remo.
2006 fue otro buen año para Pellizotti, pues obtuvo la décima etapa del Giro de Italia, donde además, fue octavo en la general final; siendo también segundo en la Milán-Turín.
El inicio de 2007 fue esperanzador para él, pues logró la victoria de etapa en la tercera jornada de la París-Niza, vistiéndose con el maillot amarillo de líder. Acabó la carrera en quinta posición.
En el Giro de Italia 2007 fue décimo en la general final, tras hacer una gran labor de equipo, prestando una ayuda fundamental a su jefe de filas, Danilo Di Luca, para que este se enfundara la maglia osa en Milán, que acredita al líder, y por ende, al ganador final de la carrera italiana. En la parte final de la temporada Di Luca fue sancionado por dopaje en el marco del caso Oil for Drugs que descubrió una red encabezada por el doctor Carlo Santuccione; esa circunstancia motivó su salida del Liquigas, aunque no le fue anulado su triunfo en el Giro de ese año.

#### 2009: éxitos anulados por dopaje y sanción

##### Segundo en el Giro y rey de la montaña del Tour

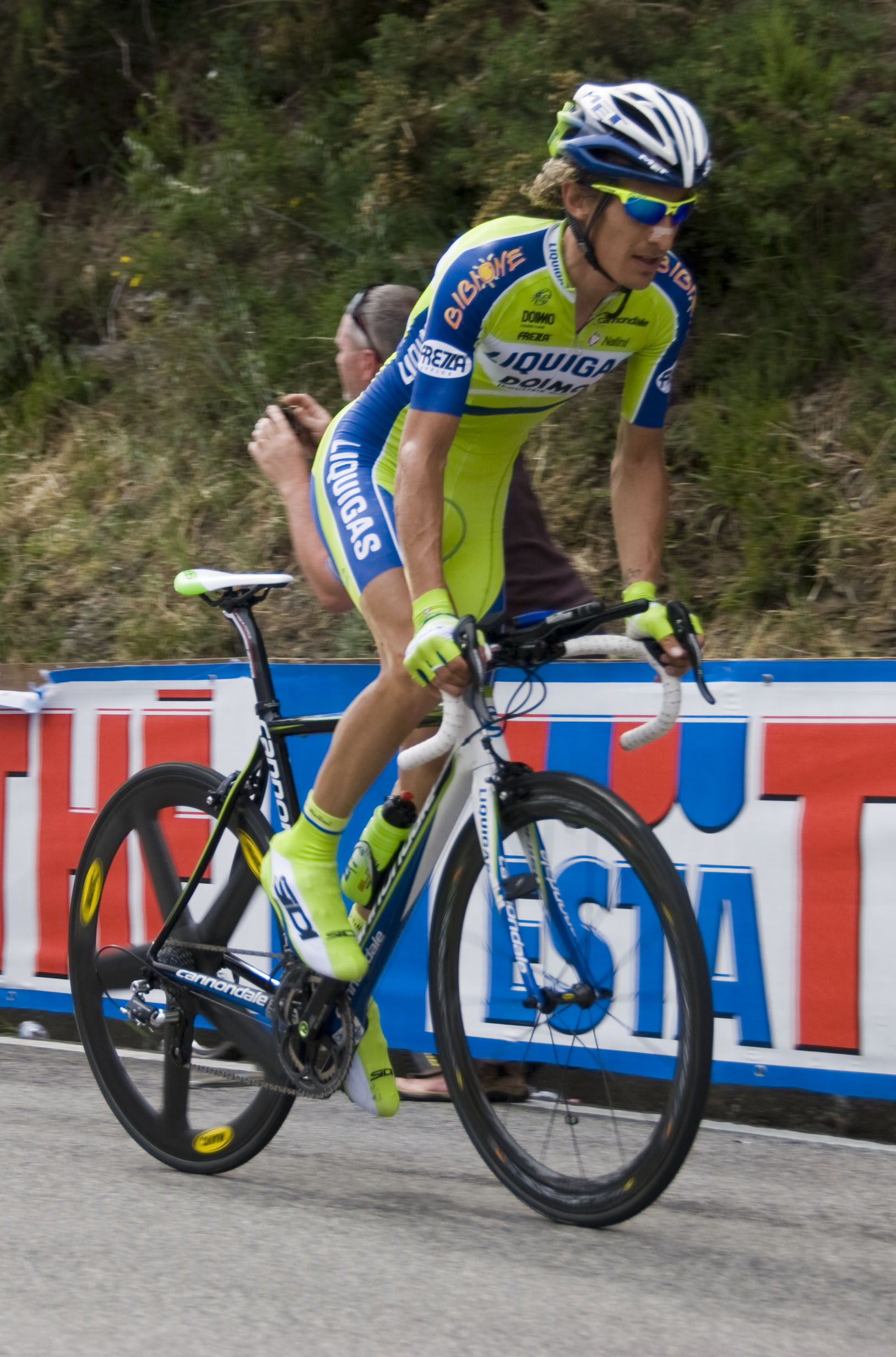
Pellizotti, en el Giro de Italia 2009. Tras concluir tercero y ganar una etapa, ascendió al segundo puesto por la descalificación de Di Luca por dopaje, aunque posteriormente él también fue sancionado y excluido.

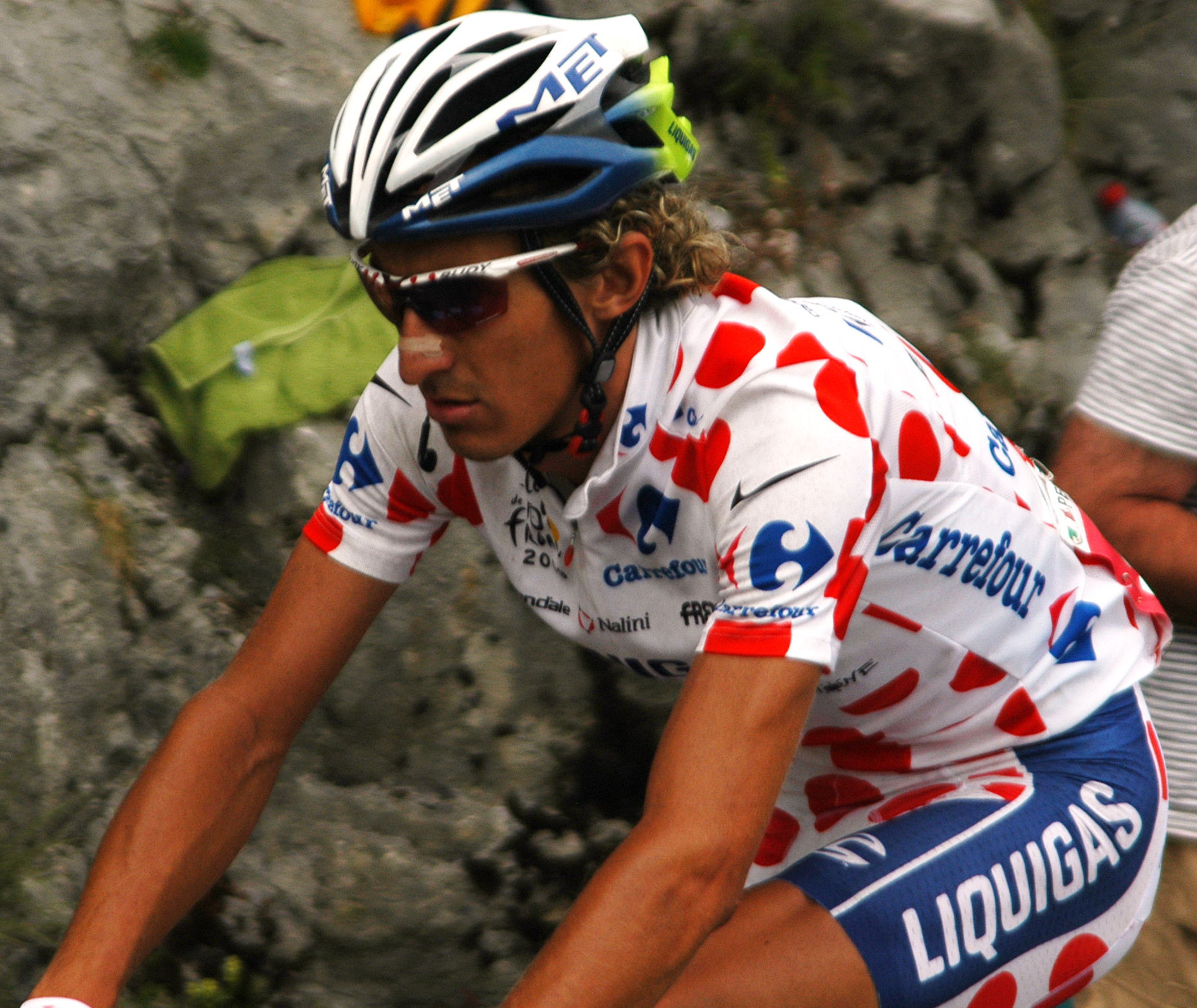
Franco Pellizotti con el maillot de rey de la montaña en el Tour de Francia 2009, que tras su descalificación fue finalmente para Egoi Martínez.

En el Giro de Italia subió al podio final ubicado en el Coliseo de Roma como tercer clasificado, acompañando a la maglia rosa Denis Menchov (Rabobank) y el segundo Danilo Di Luca (LPR). Obtuvo además una victoria de etapa tras imponerse en la ascensión a Blockhaus, puerto de categoría especial. Posteriormente se supo que Di Luca, años atrás su compañero y jefe de filas en Liquigas, había dado positivo por CERA en la ronda italiana. La exclusión y consiguiente sanción de Di Luca motivó que Pellizotti ascendiera al segundo puesto en la general.
En el Tour de Francia se hizo con el maillot de la montaña, por delante de Egoi Martínez (Euskaltel-Euskadi), subiendo así al podio de los Campos Elíseos de París para recibir el maillot de lunares rojos. De la misma manera, consiguió también el premio de la combatividad y estuvo a punto de imponerse en dos etapas.
Ivano Fanini, director del Amore Vita y conocido por su oposición al dopaje, acusó a Pellizotti y su compañero Vincenzo Nibali de haber estado preparándose antes del Tour entre Livigno y Saint Moritz bajo las órdenes del controvertido doctor Michele Ferrari. Tanto Pellizotti como Nibali negaron esa circunstancia y anunciaron su intención de emprender acciones legales contra Fanini, que había hecho esas declaraciones al diario La Repubblica.

##### Absolución del TNA y recurso de la UCI
La fiscalía antidopaje del CONI solicitó una sanción de dos años de suspensión para el corredor, sobre la base de los resultados anómalos detectados en su pasaporte biológico.
El 8 de noviembre de 2010 el Tribunal Nacional Antidopaje (TNA) del CONI absolvió al corredor al considerar que los indicios presentados eran insuficientes y que no había un nivel de certeza suficiente como para condenar al ciclista de los hechos de los que estaba imputado. El tribunal obligaba asimismo a la UCI a pagar 5.000 euros en concepto de costes del procedimiento.
Pellizotti manifestó su satisfacción ante esa resolución y anunció su intención de demandar a la UCI por daños y perjuicios.
La UCI, por su parte, mostró su rechazo a la decisión del TNA italiano y anunció que presentaría un recurso ante el TAS, la máxima instancia deportiva.

##### TAS: descalificación y dos años de sanción
El 8 de marzo de 2011 el TAS dio a conocer que había decidido sancionar con dos años de suspensión a Franco Pellizotti por dopaje, respaldando así el uso del pasaporte biológico como método para la lucha antidopaje.
El TAS ordenó asimismo su exclusión de todas las carreras en las que hubiera participado a partir del día de sus resultados anómalos en el pasaporte biológico. La principal consecuencia de esa decisión sería que le fuesen anulados sus destacados resultados de 2009: su segundo puesto en el Giro de Italia sería para Carlos Sastre (quien ascendería así, tras las descalificaciones de Danilo Di Luca y el propio Pellizotti por dopaje, del cuarto al segundo puesto final), su victoria en el Blockhaus durante ese Giro pasaría a manos de Stefano Garzelli y el maillot de la montaña del Tour de Francia a manos de Egoi Martínez.

Finalmente la sanción de 2 años empezó a contar en mayo de 2009 perdiendo todos sus resultados del Giro y el Tour de ese año. Su última carrera fue el G. P. Industria y Artigianato-Larciano de 2010 donde quedó tercero.

### 2012: Retorno con el Androni
El 30 de abril, Pellizotti fue presentado como nuevo integrante del Androni Giocattoli-Venezuela equipo con el que firmó un contrato por dos años y su primera carrera estaba prevista en el Circuito de Lorraine a mediados de mayo.

## Palmarés
2002
- 1 etapa de la Tirreno-Adriático
- 1 etapa de la Vuelta al País Vasco
- 1 etapa del Tour de Polonia
- Giro del Friuli

2004
- G. P. Chiasso

2005
- Settimana Coppi e Bartali, más 1 etapa

2006
- 1 etapa del Giro de Italia

2007
- 1 etapa de la París-Niza
- Memorial Marco Pantani

2008
- 1 etapa del Giro de Italia

2009
- 3.º en el Giro de Italia, más 2 etapas
- Clasificación de la montaña del Tour de Francia , más premio de la combatividad

2012
- Campeonato de Italia en Ruta

## Resultados en Grandes Vueltas y Campeonatos del Mundo
| Carrera         | Carrera         | 2001 | 2002 | 2003 | 2004 | 2005 | 2006 | 2007 | 2008 | 2009 | 2010 | 2011 | 2012 | 2013 | 2014 | 2015 | 2016 | 2017 | 2018 |
| --------------- | --------------- | ---- | ---- | ---- | ---- | ---- | ---- | ---- | ---- | ---- | ---- | ---- | ---- | ---- | ---- | ---- | ---- | ---- | ---- |
|                 | Giro de Italia  | —    | 16.º | 9.º  | 11.º | Ab.  | 8.º  | 9.º  | 4.º  | 2.º  | —    | —    | —    | 11.º | 12.º | 24.º | —    | 21.º | —    |
|                 | Tour de Francia | —    | —    | 75.º | —    | 47.º | —    | —    | —    | 37.º | —    | —    | —    | —    | —    | —    | —    | —    | 60.º |
|                 | Vuelta a España | 20.º | —    | —    | —    | —    | —    | 37.º | —    | —    | —    | —    | —    | —    | —    | —    | —    | 25.º | 50.º |
| Mundial en Ruta | Mundial en Ruta | —    | —    | —    | 64.º | —    | —    | —    | —    | —    | —    | —    | —    | —    | —    | —    | —    | —    | 53.º |

—: no participa 

Ab.: abandono

## Equipos
- Alessio (2001-2004)
  - Alessio (2001-2003)
  - Alessio-Bianchi (2004)
- Liquigas (2005-2010)
  - Liquigas-Bianchi (2005)
  - Liquigas (2006-2009)
  - Liquigas-Doimo (2010)
- Androni Giocattoli (2012[18] -2016)
  - Androni Giocattoli-Venezuela (2012-2014)
  - Androni Giocattoli-Sidermec (2015-2016)
- Bahrain Merida (2017-2018)